# Кашк бадемжан
Кашк бадемжан (перс. کشک بادمجان‎) или кашк ва бадемжан (перс. کشک و بادمجان‎) — иранское блюдо, приготовленное из «кашка и баклажана». Это дословный перевод его названия с персидского языка. Блюдо подаётся как соус и обычно украшается  шафраном, обжаренным луком, чесноком и часто грецкими орехами. Его можно употреблять как закуску или основное блюдо, обычно кашк бадемжан едят со свежим хлебом.
- Кашк бадемжан в иранско-азербайджанском стиле из Тебриза